# Вівчарик світлоголовий
Вівча́рик світлоголовий (Phylloscopus occipitalis) — вид горобцеподібних птахів родини вівчарикових (Phylloscopidae). Гніздиться в горах Центральної Азії, зимує в Індії.

## Опис
Довжина птаха становить 11-13 см. Верхня частина тіла сірувато-зелена, нижня частина тіла сірувато-біла. Над очима широкі світлі "брови", на крилах дві світлі смужки, на тімені світла смуга.

## Поширення і екологія
Світлоголові вівчарики гніздяться в горах північного Афганістану, південного Таджикистану, південно-східного Узбекистану (Сурхандар'їнська область), північного Пакистану і Кашміру. Взхимку вони мігрують до Західних і Східних Гат на півдні Індії. Світлоголові вівчарики живуть в ялинових, мішаних і широколистяних гірських лісах. Зустрічаються невеликими зграйками, на висоті від 2100 до 3200 м над рівнем моря. Іноді приєднуються до змішаних зграй птахів. Живляться комахами. Сезон розмноження триває з травня по червень. В кладці 4 яйця.